# Стасевич, Игорь Николаевич
И́горь Никола́евич Стасе́вич (бел. Ігар Мікалаевіч Стасевіч; род. 21 октября 1985, Борисов, Минская область) — белорусский футболист, полузащитник и капитан казахстанского клуба «Атырау». Выступал в сборной Беларуси. Мастер спорта Республики Беларусь международного класса. Лучший ассистент в истории чемпионатов Беларуси. Один из лучших игроков в истории БАТЭ.

## Карьера

### Клубная
Воспитанник ДЮСШ-2 (Борисов). Первый тренер — Виктор Васильевич Матусевич.
Профессиональную карьеру начал в клубе БАТЭ в 2002 году, выступал за дубль. В сезоне 2004 года дебютировал в чемпионате Беларуси, а по ходу сезона 2005 года вошёл в основной состав команды. Участник Лиги чемпионов 2008/09 (на счету по 1 забитому голу в матчах против «Валюра» и «Ювентуса» — домашний матч 2-го тура) и Лиги Европы 2009/10 в составе БАТЭ.
28 июля 2010 года было объявлено о переходе Стасевича в нижегородский клуб «Волга», игравший на тот момент в Первом дивизионе. За «Волгу» Игорь провёл 6 матчей, вместе с ней завоевал путевку в сильнейший российский дивизион и после завершения сезона покинул клуб.
В межсезонье тренировался с «Гомелем» и 24 января 2011 года подписал двухлетнее (1+1) соглашение с клубом, где отыграл всего сезон. 19 декабря 2011 года перешёл в минское «Динамо», подписав 2-летний контракт. 16 января 2014 года продлил контракт со столичным клубом ещё на 1 год. В конце сезона покинул клуб.
19 января 2015 подписал контракт с БАТЭ. Закрепился в основе борисовчан на позиции левого крайнего нападающего. 29 сентября 2015 года открыл счёт в матче Лиги чемпионов против «Ромы» (3:2). По результатам сезона 2015 признан лучшим футболистом Беларуси. В ноябре продлил контракт с БАТЭ.
В сезоне 2016 помог БАТЭ завоевать очередное чемпионство, а сам третий раз подряд был признан лучшим игроком чемпионата Беларуси. В 2018 году, после завершения карьеры Виталием Родионовым, стал капитаном команды. В сезоне 2018 с 15 голевыми передачами стал лучшим ассистентом чемпионата Беларуси. В сентябре вновь продлил контракт с БАТЭ. В декабре второй раз был признан лучшим футболистом года Беларуси, а в декабре 2019 года — третий раз. Также в сезоне 2019 стал лучшим ассистентом чемпионата (12 голевых передач). В сезоне 2020, несмотря на уменьшение показателей (6 голов и 11 передач), вновь стал лучшим ассистентом чемпионата Беларуси и был признан лучшим полузащитником турнира третий раз подряд.
Участник групповых турниров Лиги чемпионов сезонов 2008/09, 2015/16 и Лиги Европы сезонов 2009/10, 2017/18, 2018/19 в составе БАТЭ.
В январе 2021 года было объявлено, что Стасевич покидает БАТЭ. Вскоре полузащитник подписал соглашение с солигорским «Шахтёром». Играл преимущественно в стартовом составе команды, в мае временно отсутствовал из-за травмы, в августе на некоторое время был отправлен в дубль. За сезон отметился 3 голами и 4 голевыми передачами. В январе 2022 года по соглашению сторон расторг контракт с «Шахтёром».
22 февраля 2022 года перешёл в российский клуб «Чайка» из Второго дивизиона ФНЛ. 3 марта 2022 года в Кубке России впервые вышел на поле за российский клуб на замену на 62 минуте матча против «Балтики». Дебютировал во втором дивизионе ФНЛ 13 марта 2022 года против «Ессентуков», выйдя в стартовом составе и отыграв 84 минуты. В концовке сезона получил травму, из-за чего пропустил заключительную стадию сезона. В июне 2022 года по истечении контракта покинул клуб. Осенью 2022 года футболист выступал клуб «GOATS» в российской МФЛ.
В январе 2023 года появилась информация, что футболист может перейти в казахстанский клуб «Атырау». Вскоре футболист попал в заявку казахстанского клуба на товарищеский матч против краковской «Вислы». В конце января 2023 года футболист официально присоединился к казахстанскому клубу.
В сезоне-2023 был капитаном «Атырау» и одним из лидеров команды по системе «гол+пас»: в 32 матчах во всех турнирах набрал 6 (2+4) результативных баллов. Вошел в топ-3 команды после Нсунгуси Эффионга (12) и Евгения Козлова (11).
25 мая 2024 года провел 700-й матч на высшем уровне, это случилось в игре Кубка Казахстана против «Ордабасы» (0:0).
30 октября 2024 года забил сотый мяч в карьере. Юбилейный гол был забит на 25-й минуте перенесенного матча 17-го тура чемпионата Казахстана против «Астаны». В общей сложности в сезоне-2024 провел 27 матчей, забил 5 мячей и отдал 7 голевых передач.
В феврале 2025 года подписал контракт с «Тураном». В 11 матчах за клуб забил 2 гола и отдал 1 результативную передачу. 24 июня 2025 года вернулся в «Атырау», заключив контракт до окончания сезона. 5 июля в матче чемпионата Казахстана с «Актобе» стал самым играющим белорусским футболистом, побив рекорд Александра Глеба, который 7 лет удерживал лидерство. На счету Стасевича стало 732 матча на высшем уровне. Перед стартовым свистком прошла церемония чествования полузащитника, представитель БФФ Игорь Цаплюк, специально прилетевший из Беларуси в Казахстан, вручил рекордсмену эксклюзивные часы от компании «Луч». 

### В сборной
В национальной сборной Беларуси дебютировал 22 августа 2007 года в товарищеском матче со сборной Израиля в Минске (2:1). Забил свой единственный мяч за сборную 1 апреля 2009 года в матче отборочного турнира чемпионата мира по футболу 2010 против сборной Казахстана в Алматы (5:1).
| №  | Дата             | Оппонент          | Счёт | Голы | Пасы | Карточки | Минуты | Соревнование                  |
| -- | ---------------- | ----------------- | ---- | ---- | ---- | -------- | ------ | ----------------------------- |
| 1  | 22 августа 2007  | Израиль           | 2:1  | —    | —    | —        | 45'    | Товарищеский матч             |
| 2  | 8 сентября 2007  | Румыния           | 1:3  | —    | —    | —        | 90'    | Отбор ЧЕ-2008 (группа G)      |
| 3  | 12 сентября 2007 | Словения          | 0:1  | —    | —    | —        | 90'    | Отбор ЧЕ-2008 (группа G)      |
| 4  | 13 октября 2007  | Люксембург        | 0:1  | —    | —    | —        | 62'    | Отбор ЧЕ-2008 (группа G)      |
| 5  | 17 октября 2007  | Израиль           | 1:2  | —    | 1    | —        | 90'    | Товарищеский матч             |
| 6  | 21 ноября 2007   | Нидерланды        | 2:1  | —    | —    | —        | 1'     | Отбор ЧЕ-2008 (группа G)      |
| 7  | 15 октября 2008  | Англия            | 1:3  | —    | 1    | —        | 90'    | Отбор ЧМ-2010 (группа F)      |
| 8  | 1 апреля 2009    | Казахстан         | 5:1  | 57′  | 1    | —        | 80'    | Отбор ЧМ-2010 (группа F)      |
| 9  | 6 июня 2009      | Андорра           | 5:1  | —    | —    | —        | 90'    | Отбор ЧМ-2010 (группа F)      |
| 10 | 10 июня 2009     | Молдова           | 2:2  | —    | —    | —        | 90'    | Товарищеский матч             |
| 11 | 5 сентября 2009  | Хорватия          | 0:1  | —    | —    | —        | 35'    | Отбор ЧМ-2010 (группа F)      |
| 12 | 29 февраля 2012  | Молдова           | 0:0  | —    | —    | —        | 45'    | Товарищеский матч             |
| 13 | 7 июня 2012      | Литва             | 1:1  | —    | —    | —        | 60'    | Товарищеский матч             |
| 14 | 18 мая 2014      | Иран              | 0:0  | —    | —    | —        | 90'    | Товарищеский матч             |
| 15 | 21 мая 2014      | Лихтенштейн       | 5:1  | —    | —    | —        | 45'    | Товарищеский матч             |
| 16 | 4 сентября 2014  | Таджикистан       | 6:1  | 7′   | —    | —        | 45'    | Товарищеский матч             |
| 17 | 8 сентября 2014  | Люксембург        | 1:1  | —    | —    | —        | 28'    | Отбор ЧЕ-2016 (группа C)      |
| 18 | 9 октября 2014   | Украина           | 0:2  | —    | —    | —        | 45'    | Отбор ЧЕ-2016 (группа C)      |
| 19 | 12 октября 2014  | Словакия          | 1:3  | —    | —    | —        | 14'    | Отбор ЧЕ-2016 (группа C)      |
| 20 | 18 ноября 2014   | Мексика           | 3:2  | —    | —    | —        | 79'    | Товарищеский матч             |
| 21 | 27 марта 2015    | Македония         | 2:1  | —    | —    | 90'      | 90'    | Отбор ЧЕ-2016 (группа C)      |
| 22 | 30 марта 2015    | Габон             | 0:0  | —    | —    | —        | 15'    | Товарищеский матч             |
| 23 | 7 июня 2015      | Россия            | 2:4  | —    | —    | —        | 19'    | Товарищеский матч             |
| 24 | 14 июня 2015     | Испания           | 0:1  | —    | —    | —        | 9'     | Отбор ЧЕ-2016 (группа C)      |
| 25 | 5 сентября 2015  | Украина           | 1:3  | —    | —    | —        | 90'    | Отбор ЧЕ-2016 (группа C)      |
| 26 | 9 октября 2015   | Словакия          | 1:0  | —    | —    | 49'      | 90'    | Отбор ЧЕ-2016 (группа C)      |
| 27 | 12 октября 2015  | Македония         | 0:0  | —    | —    | —        | 90'    | Отбор ЧЕ-2016 (группа C)      |
| 28 | 27 мая 2016      | Северная Ирландия | 0:3  | —    | —    | —        | 90'    | Товарищеский матч             |
| 29 | 31 мая 2016      | Ирландия          | 2:1  | —    | 1    | —        | 90'    | Товарищеский матч             |
| 30 | 6 сентября 2016  | Франция           | 0:0  | —    | —    | —        | 69'    | Отбор ЧМ-2018 (группа A)      |
| 31 | 28 марта 2017    | Македония         | 0:3  | —    | —    | —        | 90'    | Товарищеский матч             |
| 32 | 7 октября 2017   | Нидерланды        | 1:3  | —    | —    | —        | 90'    | Отбор ЧМ-2018 (группа A)      |
| 33 | 10 октября 2017  | Франция           | 1:2  | —    | —    | —        | 90'    | Отбор ЧМ-2018 (группа A)      |
| 34 | 13 ноября 2017   | Грузия            | 2:2  | 23′  | 1    | 46'      | 88'    | Товарищеский матч             |
| 35 | 23 марта 2018    | Азербайджан       | 1:0  | —    | 1    | —        | 81'    | Товарищеский матч             |
| 36 | 27 марта 2018    | Словения          | 2:0  | —    | —    | —        | 45'    | Товарищеский матч             |
| 37 | 6 июня 2018      | Венгрия           | 1:1  | —    | —    | —        | 83'    | Товарищеский матч             |
| 38 | 9 июня 2018      | Финляндия         | 0:2  | —    | —    | —        | 22'    | Товарищеский матч             |
| 39 | 8 сентября 2018  | Сан-Марино        | 5:0  | 4′   | —    | —        | 90'    | Лига наций 2018/2019 (Лига D) |
| 40 | 11 сентября 2018 | Молдова           | 0:0  | —    | —    | —        | 90'    | Лига наций 2018/2019 (Лига D) |
| 41 | 12 октября 2018  | Люксембург        | 1:0  | —    | —    | —        | 90'    | Лига наций 2018/2019 (Лига D) |
| 42 | 15 октября 2018  | Молдова           | 0:0  | —    | —    | —        | 90'    | Лига наций 2018/2019 (Лига D) |
| 43 | 15 ноября 2018   | Люксембург        | 2:0  | —    | —    | —        | 90'    | Лига наций 2018/2019 (Лига D) |
| 44 | 18 ноября 2018   | Сан-Марино        | 2:0  | —    | —    | —        | 90'    | Лига наций 2018/2019 (Лига D) |
| 45 | 21 марта 2019    | Нидерланды        | 0:4  | —    | —    | —        | 90'    | Отбор ЧЕ-2020 (группа C)      |
| 46 | 24 марта 2019    | Северная Ирландия | 1:2  | 33′  | —    | —        | 90'    | Отбор ЧЕ-2020 (группа C)      |
| 47 | 11 июня 2019     | Северная Ирландия | 0:1  | —    | —    | —        | 90'    | Отбор ЧЕ-2020 (группа C)      |
| 48 | 6 сентября 2019  | Эстония           | 2:1  | —    | —    | —        | 90'    | Отбор ЧЕ-2020 (группа C)      |
| 49 | 9 сентября 2019  | Уэльс             | 0:1  | —    | —    | —        | 19'    | Товарищеский матч             |
| 50 | 11 октября 2019  | Эстония           | 0:0  | —    | —    | —        | 90'    | Отбор ЧЕ-2020 (группа C)      |
| 51 | 13 октября 2019  | Нидерланды        | 1:2  | —    | —    | 57'      | 90'    | Отбор ЧЕ-2020 (группа C)      |
| 52 | 16 ноября 2019   | Германия          | 0:4  | —    | —    | —        | 90'    | Отбор ЧЕ-2020 (группа C)      |
| 53 | 19 ноября 2019   | Черногория        | 0:2  | —    | —    | —        | 46'    | Товарищеский матч             |
| 54 | 23 февраля 2020  | Узбекистан        | 1:0  | —    | —    | —        | 90'    | Товарищеский матч             |
| 55 | 4 сентября 2020  | Албания           | 0:2  | —    | —    | —        | 90'    | Лига наций 2020/2021 (Лига C) |
| 56 | 7 сентября 2020  | Казахстан         | 2:1  | —    | —    | —        | 90'    | Лига наций 2020/2021 (Лига C) |
| 57 | 11 октября 2020  | Литва             | 2:2  | —    | —    | —        | 80'    | Лига наций 2020/2021 (Лига C) |
| 58 | 14 октября 2020  | Казахстан         | 2:0  | —    | —    | —        | 66'    | Лига наций 2020/2021 (Лига C) |
| 59 | 11 ноября 2020   | Румыния           | 3:5  | —    | —    | —        | 28'    | Товарищеский матч             |
| 60 | 15 ноября 2020   | Литва             | 2:0  | —    | —    | —        | 82'    | Лига наций 2020/2021 (Лига C) |
| 61 | 18 ноября 2020   | Албания           | 2:3  | —    | —    | 89'      | 90'    | Лига наций 2020/2021 (Лига C) |
| 62 | 27 марта 2021    | Эстония           | 4:2  | —    | —    | —        | 90'    | Отбор ЧМ-2022 (Группа E)      |
| 63 | 30 марта 2021    | Бельгия           | 0:8  | —    | —    | —        | 90'    | Отбор ЧМ-2022 (Группа E)      |

Итого: сыграно матчей: 63 / забито голов: 5; победы: 22, ничьи: 14, поражения: 27.

## Достижения

### Командные
БАТЭ
- Чемпион Беларуси (9): 2006, 2007, 2008, 2009, 2010, 2015, 2016, 2017, 2018
- Серебряный призёр чемпионата Беларуси (3): 2004, 2019, 2020
- Обладатель Кубка Беларуси (4): 2005/06, 2009/10, 2010/11, 2014/15, 2019/20
- Финалист Кубка Беларуси: 2006/07
- Обладатель Суперкубка Беларуси (5): 2010, 2015, 2016, 2017

«Гомель»
- Бронзовый призёр чемпионата Беларуси: 2011
- Обладатель Кубка Беларуси: 2010/11

«Динамо» (Минск)
- Серебряный призёр чемпионата Беларуси: 2014
- Бронзовый призёр чемпионата Беларуси (2): 2012, 2013
- Финалист Кубка Беларуси: 2012/13

«Шахтёр» (Солигорск)
- Обладатель Суперкубка Беларуси: 2021
- Чемпион Беларуси: 2021.

«Атырау»
- Финалист Кубка Казахстана: 2024

### Личные
- Футболист года в Беларуси (3): 2015[33], 2018[34], 2019[35].
- Лучший футболист чемпионата Беларуси (5): 2014, 2015, 2016, 2018, 2019.
- Лучший полузащитник чемпионата Беларуси (6): 2007, 2016, 2017, 2018, 2019, 2020.
- В списке 22 лучших футболистов чемпионата по версии Белорусской федерацией футбола (12): 2006, 2007, 2008, 2011, 2013, 2014, 2015, 2016, 2017, 2018, 2019, 2020.
- Член Клуба Сергея Алейникова: 2018[36].
- Самый полезный футболист чемпионата Беларуси: 2018.
- Лучший ассистент Лиги Европы: 2018/19.